# Phlaocyon
Phlaocyon — вимерлий рід підродини псових Borophaginae, що родом із Північної Америки. Він живе від раннього олігоцену до епохи раннього міоцену, 33.3–16.3 Ma.

## Анатомія
Флаоціон мав близько 80 сантиметрів у довжину і був більше схожий на кішку чи ракуна, ніж на собаку, але анатомія його черепа показує, що він був примітивним псовим. Флаоціон, ймовірно, жив як ракун, часто лазячи на дерева. Його голова була короткою, широкою, з очима, спрямованими вперед. На відміну від сучасних канідів, у Флаоциона не було спеціальних зубів для нарізання м'яса. Вважається, що він був всеїдним.

## Види
- †P. achoros Frailey, 1979, с. 134
- †P. annectens Peterson, 1907, с. 53
- †P. latidens Cope, 1881, с. 181
- †P. leucosteus Matthew, 1899, с. 54
- †P. mariae Wang, Tedford та Taylor, 1999, с. 84
- †P. marslandensis McGrew, 1941, с. 33
- †P. minor Matthew, 1907, с. 189
- †P. multicuspus Romer та Sutton, 1927
- †P. taylori Hayes, 2000, с. 34
- †P. yatkolai Wang, Tedford та Taylor, 1999, с. 83